# Мировой мозг
Мировой мозг (англ. World Brain) — сборник эссе английской научной фантастики, составленный социальным реформатором, эволюционным биологом и историком Гербертом Уэллсом в 1936—1938 годах. На протяжении всей книги Уэллс описывает своё видение мировой энциклопедии: новая, бесплатная, авторитетная, постоянная «Всемирная энциклопедия», которая могла бы помочь гражданам всего мира использовать информационные ресурсы и, таким образом, сделать большой вклад в жизнь людей.

## Развитие идеи

### Всемирная Энциклопедия
Первая идея мирового мозга была высказана Уэллсом в лекции в Королевском институте Великобритании, во время одной из еженедельных встреч, в пятницу, 20 ноября 1936 года. Он начал своё выступление так:
Моей конкретной целью всегда было обобщение, синтез. Я не люблю отдельные события и отдельные детали. Я ненавижу заявления, предрассудки, убеждения, которые кидаются на тебя из неоткуда. Мне нравится мой мир как согласованный и последовательный, насколько это возможно. Это, во всяком случае, мой темперамент — как научного человека. Именно поэтому я потратил несколько сотен часов моего времени, создавая очертания коротких историй мира: общие итоги человеческих открытий, попытки подвести итоги экономической, финансовой и социальной жизни в одном конспекте и даже, ещё более отчаянно, изо всех сил я пытался оценить возможные последствия тех или иных эксплуатационных причин на будущее человечества. Все эти попытки были моими глубокими и заметными недостатками и слабостями; даже мои друзья склонны упоминать о них с извиняющейся улыбкой. Я был самонадеян и нелеп, не спорю, но я оглядываюсь на свои записи совершенно беззастенчиво. Кто-то должен был сломать лёд. Кто-то должен был опробовать такие сводки на благо общего разума. Мой ответ на критику всегда был… "Ну, чёрт с тобой, делай это лучше всех." (стр. 3—4)
Уэллс желал миру быть «более согласованным и последовательным, насколько это возможно». Он хотел жить в мире мудрых людей, что, по его мнению, обеспечило бы мир на земле. Он закончил свою лекцию так:
Без Всемирной энциклопедии соединить умы вместе в нечто вроде общей интерпретации реальности нет никакой надежды, но, если создать такую энциклопедию, то это поможет существенно снизить возможность появления проблем мирового масштаба.(стр.34—35)

### Организация «мозга» в наше время
(Лекция проведена в Америке, в октябре 1934)
Лекция основана на видении Уэллса для «… своего рода ментального посредничества для ума, депо, где полученные знания и идеи сортируются, суммируются, перевариваются, уточняются и сравниваются.» Уэллс почувствовал, что достижения технического прогресса, такие, как микрофильм, могут быть использованы в этом направлении, так что «любой студент, в любой части мира сможет сесть с своим проектором в своём кабинете как ему удобно и прочесть книгу, любой документ, в точной копии.»

### Постоянная мировая энциклопедия
В этом эссе Уэллс объясняет, почему существующие в данный момент энциклопедии не могут адаптироваться под увеличение записанных знаний и количества информации, которая была бы точна и легко доступна. Он утверждал, что эти энциклопедии 19-го века — всего лишь выкройка из всех знаний человека. 
«Наши современные энциклопедии ещё едут в карете с лошадью, это их этап развития, а на самом деле они должны лететь на самолёте»
 — утверждал Уэллс.
Уэллс увидел настоящий потенциал этой технологии. Он был уверен, что создание Всемирной Энциклопедии могло бы возвратить те чудесные мирные дни прошлого, «с точки зрения понятия и объединения, мира без войн, который нам даже не снился.»